# 吾妻線
吾妻線（日语：／ Agatsuma sen */?）是一條連結群馬縣澀川市的澀川站與群馬縣吾妻郡嬬戀村的大前站，屬於東日本旅客鐵道（JR東日本）的鐵路線（地方交通線）。

## 概要
全線由高崎支社管轄。
以前不能在此線使用「Suica」等IC乘車卡，是JR東日本關東地方在來線唯一不包括在東京近郊區間的鐵路線，不過自2014年10月1日起全線納入東京近郊區間，澀川站，還有中之條站、長野原草津口站、萬座·鹿澤口站可以開始使用Suica與可以和Suica互相通用的IC卡。

## 路線資料
- 管轄（事業類別）：東日本旅客鐵道（第一種鐵道事業者）
- 路段（營業距離）：澀川-大前 55.3公里
- 軌距：1067毫米
- 站數：18個（包括起終點站）
  - 若只限屬於吾妻線的車站，排除屬於上越線的澀川站[4]則為17個。
- 複線路段：沒有（全線單線）
- 電氣化路段：全線（直流1500 V）
- 閉塞方式：自動閉塞式（特殊）
- 運轉指令所（日语：運転指令所）：高崎綜合指令室（CTC）
- 保安裝置：ATS-P
- 最高速度：85公里/小時

## 沿線
沿利根川的支流吾妻川西進。沿線有大量温泉。包括天下名湯草津温泉、四万溫泉、澤渡溫泉、川原湯溫泉、尻燒溫泉等，可以欣賞到淺間山和草津白根山美麗的溪谷。
因八場水庫（八ッ場ダム）開工興建，岩島車站至長野原草津口車站之間路段在水庫開始蓄水後淹沒，因此這個路段於2014年10月往南改線，中途的川原湯溫泉車站則隨著改線而遷站至西南方約1.5公里處。

## 運行形態
澀川站不設始發、終着列車，全列車經上越線往高崎方向直通。至大前車站運行的普通列車1日有5往復班次，其他的班次於万座·鹿澤口車站與長野原草津口車站折返。上野站 - 万座・鹿澤口站間有特急「草津」1日4往復班次運行。

## 使用車輛

### 現在的車輛
- 高崎車輛中心所属
  - 211系
  - DD51型（不定期運転的碎石、軌条輸送、宣傳列車牽引）
- 大宮綜合車輛中心所属
  - E257系5500番台
  - 651系

### 過去的車輛
- 電力動車組
  - 165系（2003年前作臨時增發）
  - 70系（1977年前使用。）
  - 185系200番台
- 電力機車
  - EF12型
  - EF15型（1984年前使用。貨運列車や碎石輸送列車などの牽引に充当された。）

## 車站列表
為方便起見，一併記載澀川側的所有列車直通至上越線高崎站－澀川站間。
- 普通列車停靠所有車站。特急列車停靠站參見「草津」
- 軌道（全線單線） … ◇、∨：可進行列車交會，＊：交會列車的一方只限長野原草津口發着的場合可進行列車交會，｜：不可進行列車交會，∥：複線路段（只限上越線路段）
- 所有車站都位於群馬縣內
- 站名、營業距離、接續路線根據《JTB時刻表》，今尾惠介監修《日本鐵道旅行地圖帳》3號 關東1（新潮社，2008年）[5]，站名、各站所在地[2]。

| 路線名稱     | 中文站名   | 日文站名 | 英文站名 | 站間營業距離 | 澀川起計 營業距離 | 接續路線 | 軌道            | 所在地 |
| ------------ | ---------- | -------- | -------- | ------------ | ----------------- | --- | --------------- | ------ |
| 上越線       | 高崎       |          |          | -            | 21.1              | 東日本旅客鐵道：上越新幹線、北陸新幹線（途經長野）、■高崎線（包括上野東京線、湘南新宿線）、■八高線、■信越本線 上信電鐵：■上信線 | ∥               | 高崎市 |
| 上越線       | 高崎問屋町 |          |          | 2.8          | 18.3              | | ∥               | 高崎市 |
| 上越線       | 井野       |          |          | 1.2          | 17.1              | | ∥               | 高崎市 |
| 上越線       | 新前橋     |          |          | 3.3          | 13.8              | 東日本旅客鐵道：■兩毛線 | ∥               | 前橋市 |
| 上越線       | 群馬總社   |          |          | 4.8          | 9.0               | | ∥               | 前橋市 |
| 上越線       | 八木原     |          |          | 5.6          | 3.4               | | ∥               | 澀川市 |
| 上越線       | 澀川       |          |          | 3.4          | 0.0               | 東日本旅客鐵道：■上越線（水上方向）                                                                                             | ∨               | 澀川市 |
| 吾妻線       | 澀川       |          |          | 3.4          | 0.0               | 東日本旅客鐵道：■上越線（水上方向）                                                                                             | ∨               | 澀川市 |
| 金島         |            |          | 5.5      | 5.5          |                   | ◇ |                 | 澀川市 |
| 祖母島       |            |          | 2.2      | 7.7          |                   | ｜ |                 | 澀川市 |
| 小野上       |            |          | 4.2      | 11.9         |                   | ◇ |                 | 澀川市 |
| 小野上溫泉   |            |          | 1.8      | 13.7         |                   | ｜ |                 | 澀川市 |
| 市城         |            |          | 2.7      | 16.4         |                   | ｜ | 吾妻郡 中之條町 |        |
| 中之條       |            |          | 3.4      | 19.8         |                   | ◇ | 吾妻郡 中之條町 |        |
| 群馬原町     |            |          | 3.1      | 22.9         |                   | ｜ | 吾妻郡 東吾妻町 |        |
| 鄉原         |            |          | 3.4      | 26.3         |                   | ◇ | 吾妻郡 東吾妻町 |        |
| 矢倉         |            |          | 1.7      | 28.0         |                   | ｜ | 吾妻郡 東吾妻町 |        |
| 岩島         |            |          | 2.5      | 30.5         |                   | ◇ | 吾妻郡 東吾妻町 |        |
| 川原湯溫泉   |            |          | 6.5      | 37.0         |                   | ◇ | 吾妻郡 長野原町 |        |
| 長野原草津口 |            |          | 5.0      | 42.0         |                   | ＊ | 吾妻郡 長野原町 |        |
| 群馬大津     |            |          | 2.2      | 44.2         |                   | ｜ | 吾妻郡 長野原町 |        |
| 羽根尾       |            |          | 2.2      | 46.4         |                   | ◇ | 吾妻郡 長野原町 |        |
| 袋倉         |            |          | 2.9      | 49.3         |                   | ｜ | 吾妻郡 嬬戀村   |        |
| 萬座·鹿澤口  |            |          | 2.9      | 52.2         |                   | ｜ | 吾妻郡 嬬戀村   |        |
| 大前         |            |          | 3.1      | 55.3         |                   | ｜ | 吾妻郡 嬬戀村   |        |

1. ↑  高崎線、上野東京線、湘南新宿線的列車一部分直通至新前橋站、兩毛線前橋站
2. ↑  八高線所有列車在高崎發着，路線的正式終點是高崎線倉賀野站（軌道自北藤岡站的倉賀野側分岔）

線內的各站的綠窗口，除起點的澀川站以外全部使用「指定席售票機」。

### 太子支線
現已廢止。
站名、市町村名以此路段廢除時為準。
| 中文站名 | 日文站名 | 站間營業距離 | 累計營業距離 | 接續路線 | 所在地                        |
| -------- | -------- | ------------ | ------------ | -------- | ----------------------------- |
| 長野原   |          | -            | 0.0          | 吾妻線   | 吾妻郡長野原町                |
| 太子     |          | 5.8          | 5.8          |          | 吾妻郡六合村 （現、中之條町） |

1. ↑  營業時的路線名曾經是長野原線，此路段休止時包括此路段改稱吾妻線。

## 關連項目
- 日本鐵路線列表
- 日本鐵道